# Showbiz Pizza Place
Showbiz Pizza Place o SPP erano una catena di ristoranti e centri d'intrattenimento familiare fondati nel 1980 da Robert L. Brock e Creative Engineering. Il marchio emerse a seguito di una separazione tra Brock e Pizza Time Theatre i quali erano posseduti dal franchise Chuck E. Cheese's. In questi ristoranti gli ospiti erano intrattenuti attraverso una grande serie di videogiochi arcade, giostrine a gettoni e show animatroinici al fine di fornire un pacchetto completo di cibo ed intrattenimento.
Entrambe le società divennero concorrenti trovando successo precoce, in parte dovuto anche all'aumento popolarità dei videogiochi arcade tra la fine degli anni '70 e l'inizio degli anni '80. Il tipo di animatronica, caratterizzata da un orso di nome Billy Bob come personaggio principale, distingueva questi ristoranti dai suoi rivali che offrivano molti dei loro stessi servizi. A seguito della bancarotta del Pizza Time Theatre nel 1984, la Showbiz Pizza comprò il franchise in difficoltà e creò la ShowBiz Pizza Time Inc. Tutti gli Showbiz vennero infine rimarchiati come Chuck E. Cheese dal 1992.

## Storia
Il co-fondatore dell'Atari Nolan Bushnell (responsabile della diffusione mainstream del primo videogioco largamente riconosciuto Pong) diresse un progetto per l'Atari a metà degli anni '70 per lanciare il primo ristorante per famiglie orientato sui videogiochi arcade e caratterizzato da animatroinica controllata da computer. Dal momento che i videogiochi arcade erano popolari delle piste da bowling e nei bar, Bushnell cercò di aumentare la loro esposizione ad un pubblico più giovane. Nel 1977 l'Atari aprì il primo Chuck E. Cheese’s Pizza Time Theatre a San Jose in California.
L'idea ebbe un immediato successo e dopo aver lasciato l'Atari nel 1978, Bushnell acquistò i ristoranti Pizza Time formando una nuova società sotto il nome di Pizza Time Theatre Inc.
Come il franchise Pizza Time venne pesantemente pubblicizzato con la speranza di espandersi in nuovi mercati, l'idea iniziò ad attirare clienti di alto livello come Robert L. Brock (meglio conosciuto per il suo ampio portfolio di hotel Holiday Inn) il quale stipulò nel 1979 un contratto di franchising multimilionario con la Pizza Time Theatre Inc. prevedendo di aprire 260 locali Chuck E. Cheese's in 16 stati degli Stati Uniti. Poco dopo, Brock si preoccupò di proteggere il suo investimento notando aziende come la Creative Engineering, Inc. sull'orizzonte della progettazione animatronica più avanzata. Bushnell rassicurò Brock alla firma del franchise che la tecnologia dell'azienda avrebbe continuato ad evolversi. Tuttavia prima della grande apertura del primo locale Brock annullò il contratto con la Pizza Time e formò una partnership con la Creative Engineering, Inc..
I personaggi della pizzeria sono : Rolfe (il lupo ventriloquo), Dook (il cane), Mitzi Mozzarella, Fatz (al piano), Beach Bear, Billy Bob (la “mascotte” della pizzeria) e Looney Bird. Altri personaggi secondari sono Uncle Klunk e L’Orso Yogi, ma sono apparsi soltanto in due diverse occasioni. 
Il primo ShowBiz Pizza Place aprì a Kansas City in Missouri il 3 marzo 1980. All'epoca Brock era quasi affermato come uno dei più grandi franchisers nel sistema di hotel Holiday Inn e la The Brock Hotel Corporation possedeva 80 percento di ShowBiz Pizza mentre il restante 20% era posseduto dalla Creative Engineering, Inc., l'azienda responsabile della catena di show animatronici The Rock-afire Explosion.
Nel 1982 l'azienda spostò il suo quartier generale ad Irving in Texas.

### ShowBiz Pizza Time, Inc.
Nel 1984 la Chuck E. Cheese's Pizza Time Theatre dichiarò la sua bancarotta ed il suo asset venne acquistato dalla ShowBiz e come risultato di questa unione si formò la nuova azienda ShowBiz Pizza Time, Inc. ma nonostante questo i ristoranti continuarono ad operare come entità separate.
Richard M. Frank si unì all'azienda nel 1985 come presidente e basandosi su una ricerca del cliente, istituì vari cambiamenti al fine di diventare più allettante per i bambini più piccoli ed i loro genitori. Alcune di queste misure includevano l'aumento delle luci, la ridisegnazione del menu, il servizio al tavolo, bevande a fontana self-service, una selezione migliore di giostrine ed aree distinte per infanti. Ciò nonostante le relazioni tra ShowBiz e Creative Engineering iniziarono a deteriorarsi. Aaron Fechter, fondatore della Creative Engineering Inc. e creatore del The Rock-afire Explosion, in seguito nel 2008 affermò che la rottura dei rapporti fu a causa della pretesa da parte della Showbiz di possedere le licenze ed il copyrights dello show animatronico della Creative Engineering Inc. e Fechter disse che si rifiutò di cederli poiché la ShowBiz non offrì un compenso monetario per i diritti. Malgrado il rifiuto, il controllo della Creative Engineering fu messo a rischio in quanto la ShowBiz aveva le capacità per programmare i personaggi e replicarne le voci permettendo loro di apportare modifiche allo sketch. La ShowBiz in seguito rese i diritti di registrazione a Fetcher seguendo la produzione da parte della Creative Engineering di Liberty Show (in commemorazione del centenario della Statua della Libertà) ma non rese i diritti di programmazione.

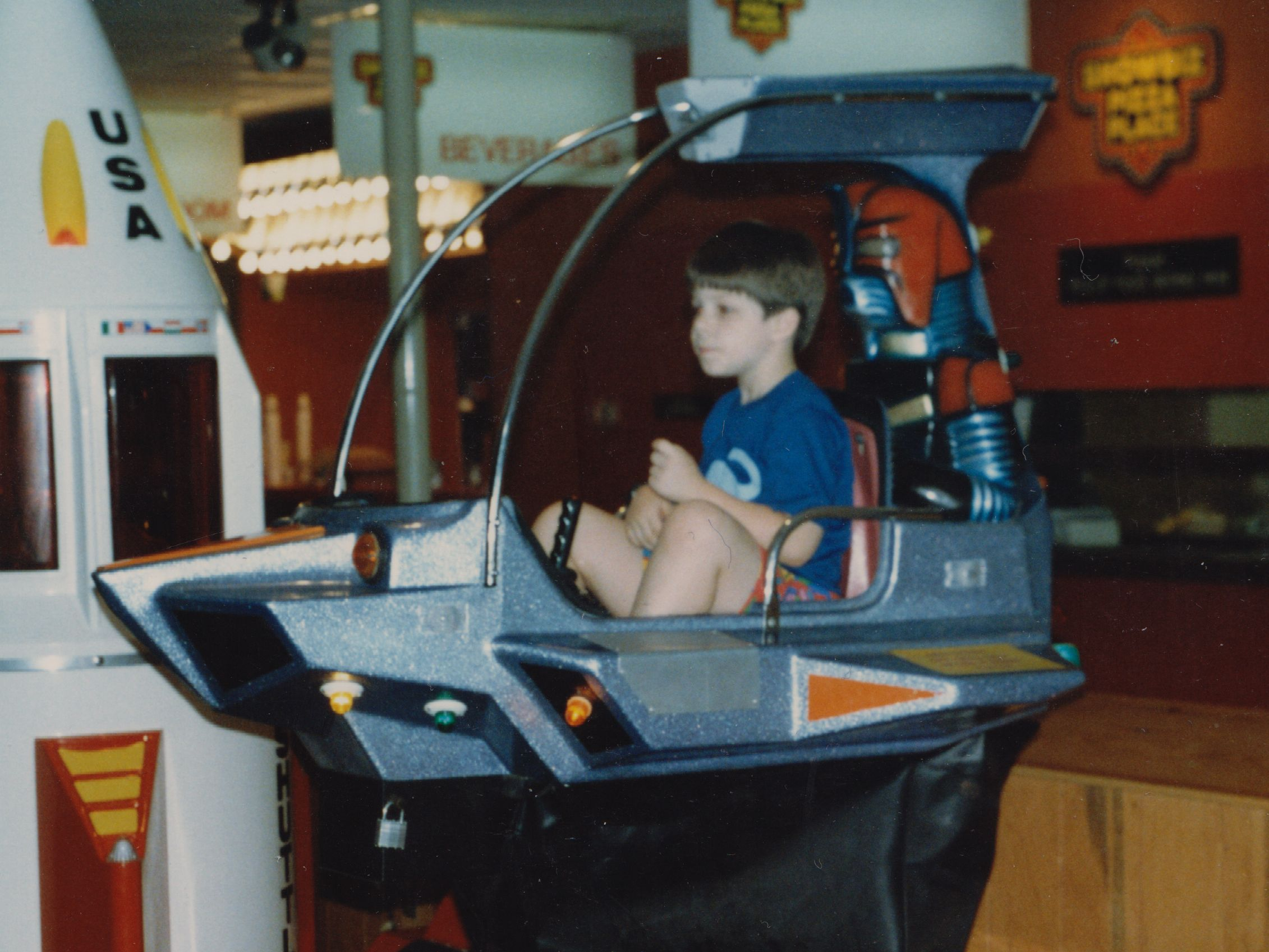
Un bambino su di una giostrina al ShowBiz Pizza di Fayetteville (Arkansas)

Nel 1989 ShowBiz Pizza Time divenne una public company con un'offerta pubblica iniziale. L'anno successivo tagliò ogni legame con l Creative Engineering ed iniziò una ristrutturazione della catena di ristoranti sotto un'idea unificata. Il cambiamento consisteva nel rimuovere il Rock-afire Explosion show dai loro ristoranti e di convertirlo in un nuovo show dal titolo "Chuck E. Cheese & Munch's Make Believe Band" con i personaggi di Chuck E. Cheese's. In aggiunta i locali della ShowBiz vennero rinominati Chuck E. Cheese's mettendo così fine al brand ShowBiz. Dal 1992 la conversione terminò e la ShowBiz Pizza Time fu rinominata CEC Entertainment, Inc. e nel 1998 trasferì le sue azioni dall'indice NASDAQ al NYSE.
Nel febbraio 2014 la società è stata acquistata dalla Apollo Global Management per 1.3 miliardi di dollari.